# Шамбёф
Шамбёф (фр. Chambœuf) — коммуна во Франции, находится в регионе Бургундия. Департамент коммуны — Кот-д’Ор. Входит в состав кантона Жевре-Шамбертен. Округ коммуны — Дижон.
Код INSEE коммуны — 21132.

## Население
Население коммуны на 2010 год составляло 331 человек.
| 1962 | 1968 | 1975 | 1982 | 1990 | 1999 | 2010 |
| ---- | ---- | ---- | ---- | ---- | ---- | ---- |
| 150  | 119  | 120  | 201  | 268  | 268  | 331  |

## Экономика
В 2010 году среди 232 человек трудоспособного возраста (15—64 лет) 183 были экономически активными, 49 — неактивными (показатель активности — 78,9 %, в 1999 году было 75,4 %). Из 183 активных жителей работали 176 человек (91 мужчина и 85 женщин), безработных было 7 (3 мужчин и 4 женщины). Среди 49 неактивных 20 человек были учениками или студентами, 20 — пенсионерами, 9 были неактивными по другим причинам.